# To Live Forever
To Live Forever es el tercer álbum de estudio de la banda finlandesa del Heavy metal Tarot lanzado en 1993 por Bluelight Records también es el primer álbum con el tecladista Janne Tolsa que reemplaza al antiguo guitarrista Mako H.También el álbum incluye una versión Black Sabbath 
Children Of The Grave.
Ver también novela de Jack Vance.

## Canciones
1. "Do You Wanna Live Forever"
2. "The Colour Of Your Blood"
3. "The Invisible Hand"
4. "Live Hard Die Hard"
5. "Sunken Graves"
6. "The Chosen"
7. "Born Into The Flame"
8. "In My Blood"
9. "Tears Of Steel"
10. "My Enslaver"
11. "Shame"
12. "Iron Stars"
13. "Children Of The Grave" (versión de (Black Sabbath )
  - Originalmente lanzada en el álbum Master of Reality
14. "Guardian Angel"

- Datos: Q2701531